# Ceanothus palmeri
Ceanothus palmeri är en brakvedsväxtart som beskrevs av Trelease. Ceanothus palmeri ingår i släktet Ceanothus och familjen brakvedsväxter. Inga underarter finns listade i Catalogue of Life.